# 七木橋
七木橋（英語：Tsat Muk Kiu）是香港新界北區沙頭角的一條已荒廢村落，位於八仙嶺黃嶺北麓山腰，是衛奕信徑第十段原「橫七古道」的中途點，在石板潭和橫山腳之間。

## 歷史
七木橋原是一條客家原居民村落，又稱邱屋，居民全部姓邱，祖籍五華，於雍正八年（公元1730年）遷入，不晚於19世紀定居該地，在清嘉慶十五年（1810年）編成的《新安客籍例案錄》和二十四年（1820年）編成的《新安縣志》中已被提及。清道光年間，沙頭角各村成立沙頭角十約，七木橋隸屬於第八約南鹿約，包括南涌、鹿頸和七木橋等13條鄉村。1911年，七木橋有居民76人。
七木橋可分為上七木橋和下七木橋。上七木橋位於海拔約240米的山坡上，有兩排共十多間向東的青磚屋。下七木橋位處上七木橋北面，在海拔約180米的山坡上，有兩排約30間向北遠眺沙頭角海的青磚屋，下七木橋規模較大，村周種有風水林，村前有一個半月型風水池。兩村周圍原有大片梯田，居民一直以來以種植為生。七木橋和橫山腳兩村位於山中，開村先賢以沙泥石塊堆砌成現今橫七古道，成為來往沙頭角和大埔售賣農作物的要道。下七木橋村中有一間邱氏宗祠，東南面不遠處建有一間水月宮。
香港日治時期，八仙嶺山區是東江游擊隊的據點，位於山中的七木橋是游擊隊其中一個駐地，有村中青年曾被日軍帶走。加入游擊隊的村民邱主英和邱國英分別於東莞和村內被日軍殺害。
戰後時期，七木橋和橫山腳兩村合辦橋山學校，課室設於水月宮的兩側偏殿，是一所政府津貼小學，高峰期有60至70名學生就讀。七木橋沒有車路可到達，交通不便，很多居民已搬出市區居住，或到外國謀生，再加上村民的農作物常受到山上的野豬侵擾，損失不菲，居民數目大幅流失，鄰村橫山腳早於1959至1961年遷到沙頭角公路旁，橋山學校亦同期停辦。上七木橋於1970年代初開始荒廢。1973年，七木橋村民集體遷離，村落自此開始丟空，學校結束營辦，村內不少歷史古物、屋內陳設已被破壞和盜取。
雖然原村已毀，邱氏多年內仍熱心於沙頭角區鄉務，七木橋仍隸屬於沙頭角區鄉事委員會。南鹿約組織多年的「南鹿社」曾於2010年和2019年舉行十年一屆的太平清醮，沙頭角十約之中，只剩下南鹿約和第九約慶春約（荔枝窩附近各村）至今保留該傳統活動。

## 地標
- 尤德亭：紀念港督尤德爵士
- 橋山學校遺跡[17]
- 橋山橋：1995年落成，紀念橋山學校